# Adémaï Joseph à l'ONM
Pour plus de détails, voir Fiche technique et Distribution.
Adémaï Joseph à l'O.N.M est un film français de court métrage réalisé en 1933 par Jean de Marguenat.
Il s'agit du deuxième des cinq films dans lesquels Noël-Noël incarne son personnage d'Adémaï dans une série de six.

## Fiche technique
- Réalisation : Jean de Marguenat
- Scénario et dialogues : Paul Colline
- Pays :  France
- Format : Noir et blanc - Son mono - 1,33:1
- Genre : Court métrage comique
- durée : 15 minutes
- Année de sortie : 
  - France : 1933

## Distribution
- Noël-Noël : Adémaï Joseph, connu sous son simple prénom Adémaï est un soldat balourd nommé par son sergent au poste météo de la Tour Eiffel
- Léonce Corne : le sergent
- Jeanne Bernard
- Paul Velsa
- Darleys
- Lucien Prezac
- Lagrange

## Autour du film
En 1920, l'Office national météorologique (ONM) succède au BCM et regroupe, à partir de 1921, les services météorologiques aéronautique et militaire.